# Linselles
Linselles (Nederlands: Linsele) is een gemeente in het Franse Noorderdepartement (Frans: département du Nord) (regio Hauts-de-France). De plaats maakt deel uit van het arrondissement Rijsel. Linselles telde op 1 januari 2022 8.177 inwoners.

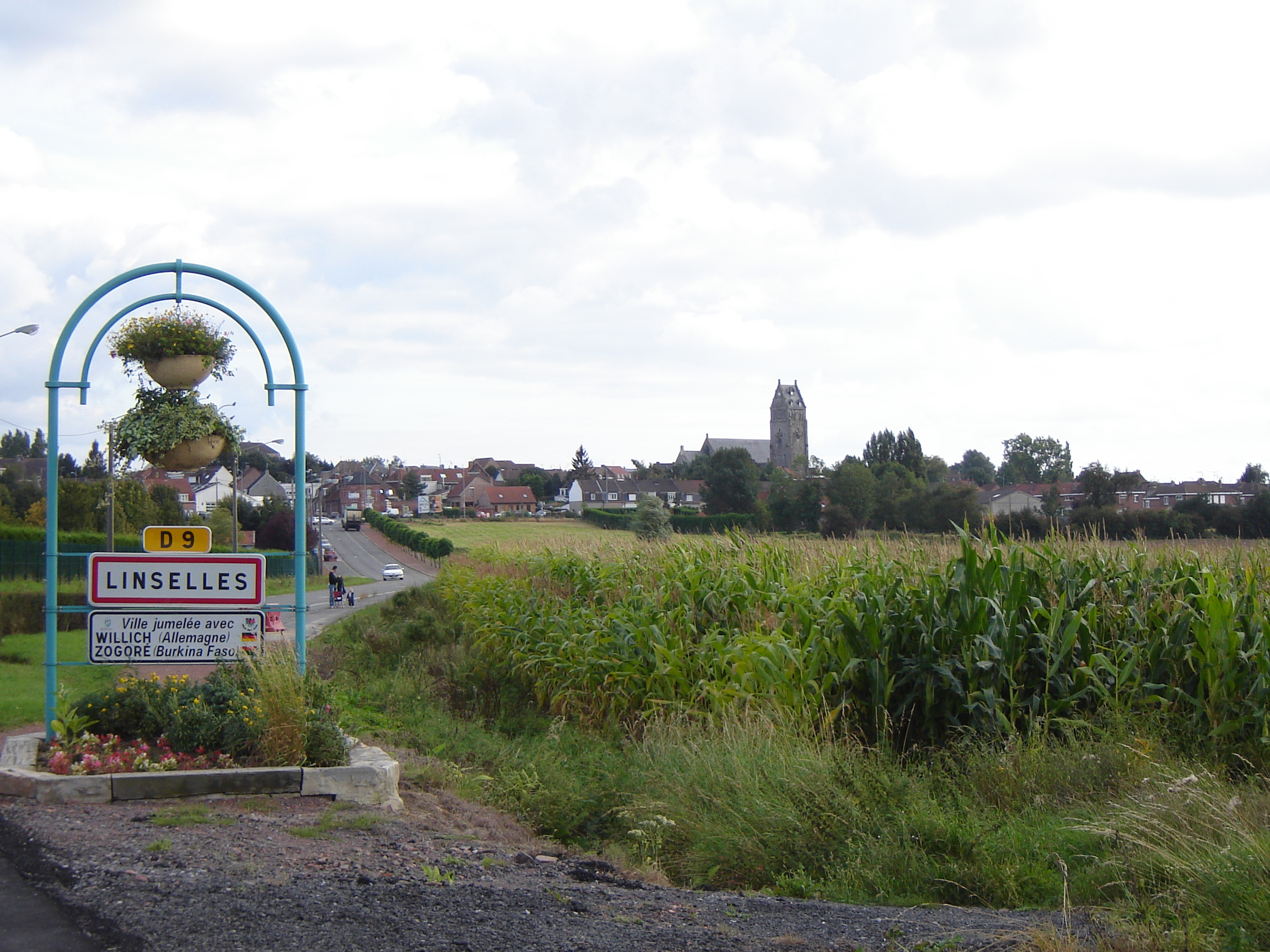
Uitzicht op Linselles

## Bezienswaardigheden
- De Onze-Lieve-Vrouw-Geboortekerk (Église de la Nativité de Notre-Dame), werd heropgebouwd in 1926.
- De Begraafplaats van Linselles, waar ook 82 Franse en Britse gesneuvelden uit beide wereldoorlogen rusten.

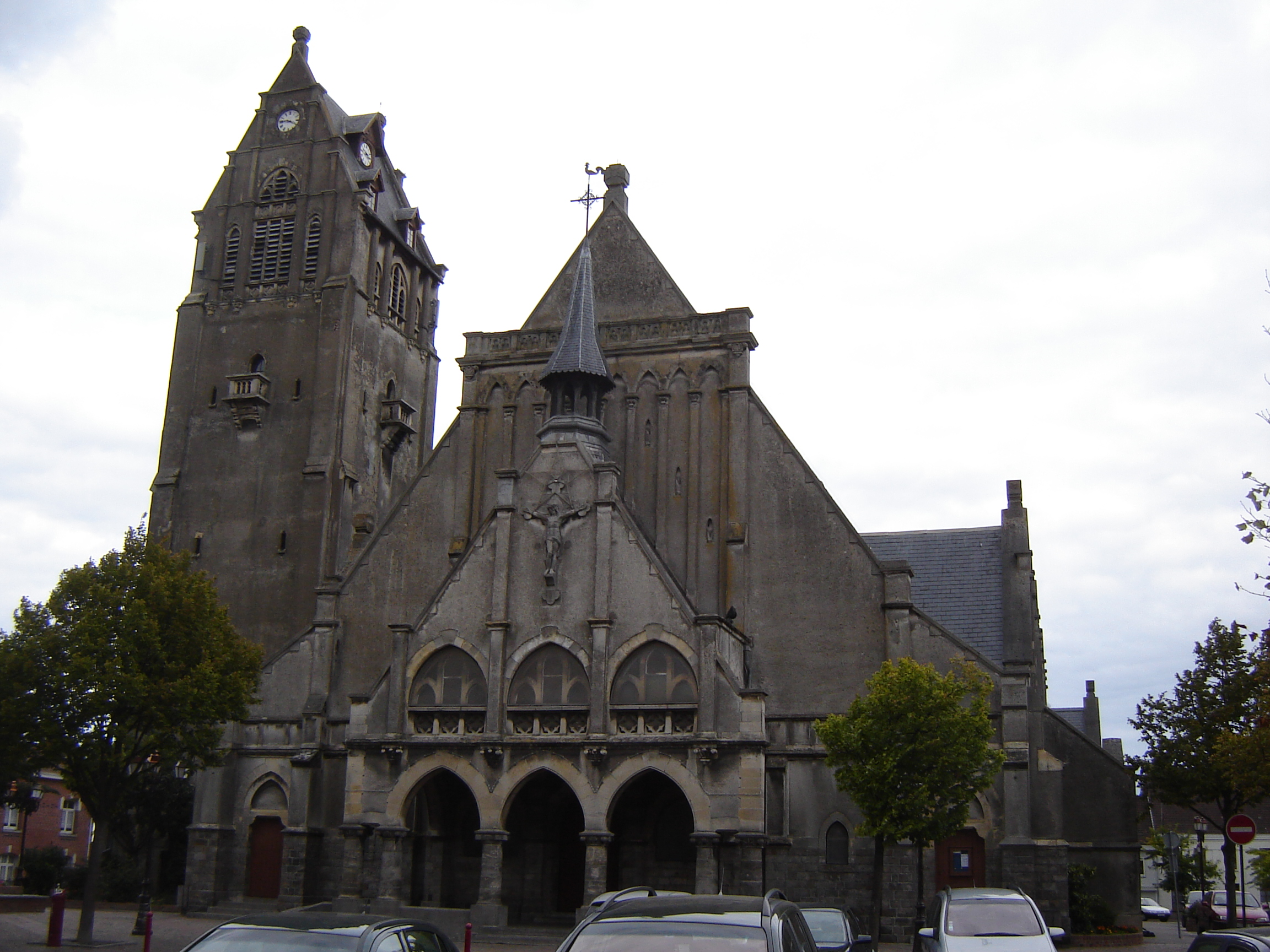
Kerk
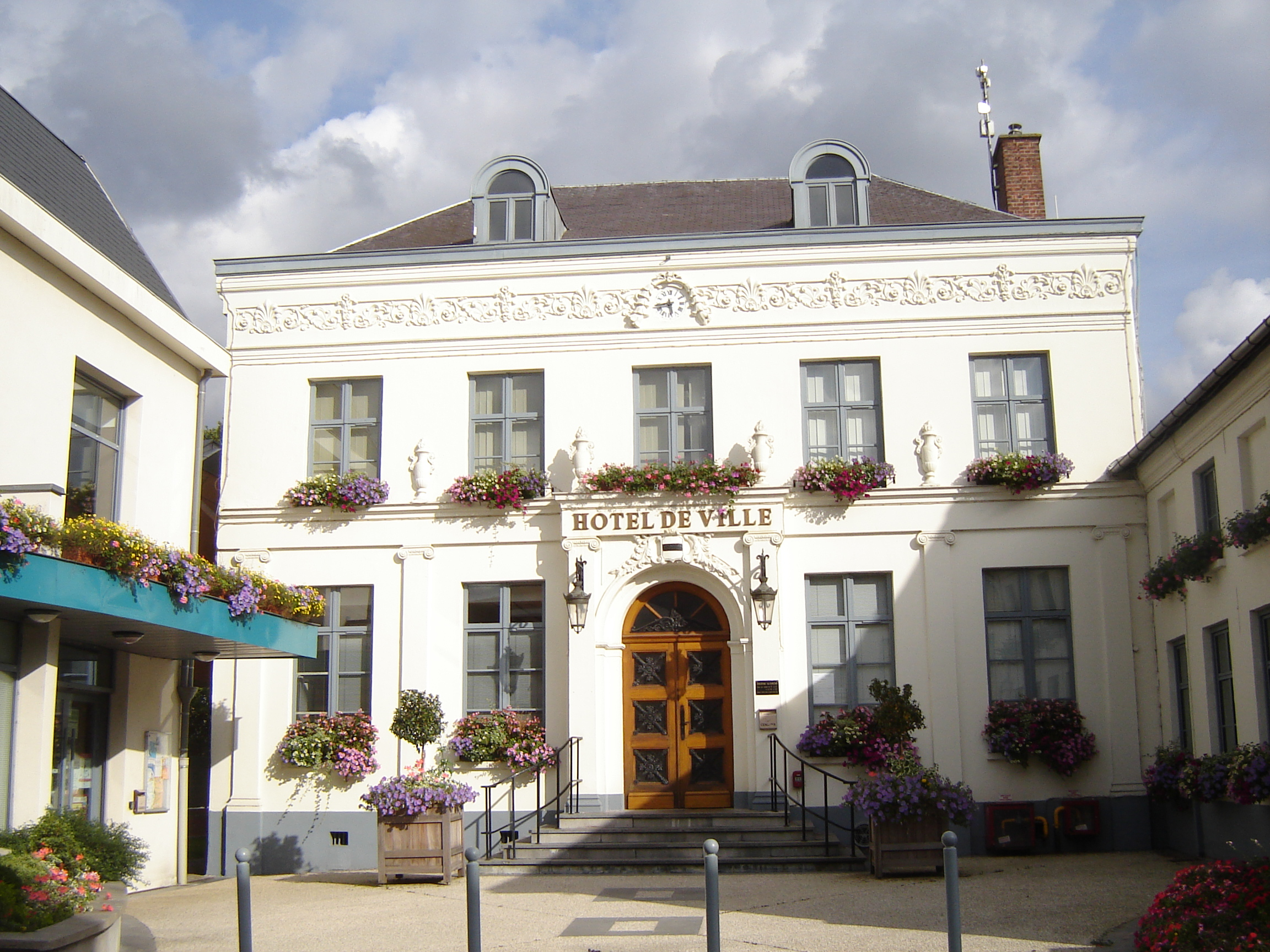
Stadhuis

## Geografie
De oppervlakte van Linselles bedroeg op 1 januari 2022 11,71 vierkante kilometer; de bevolkingsdichtheid was toen 698,3 inwoners per km².

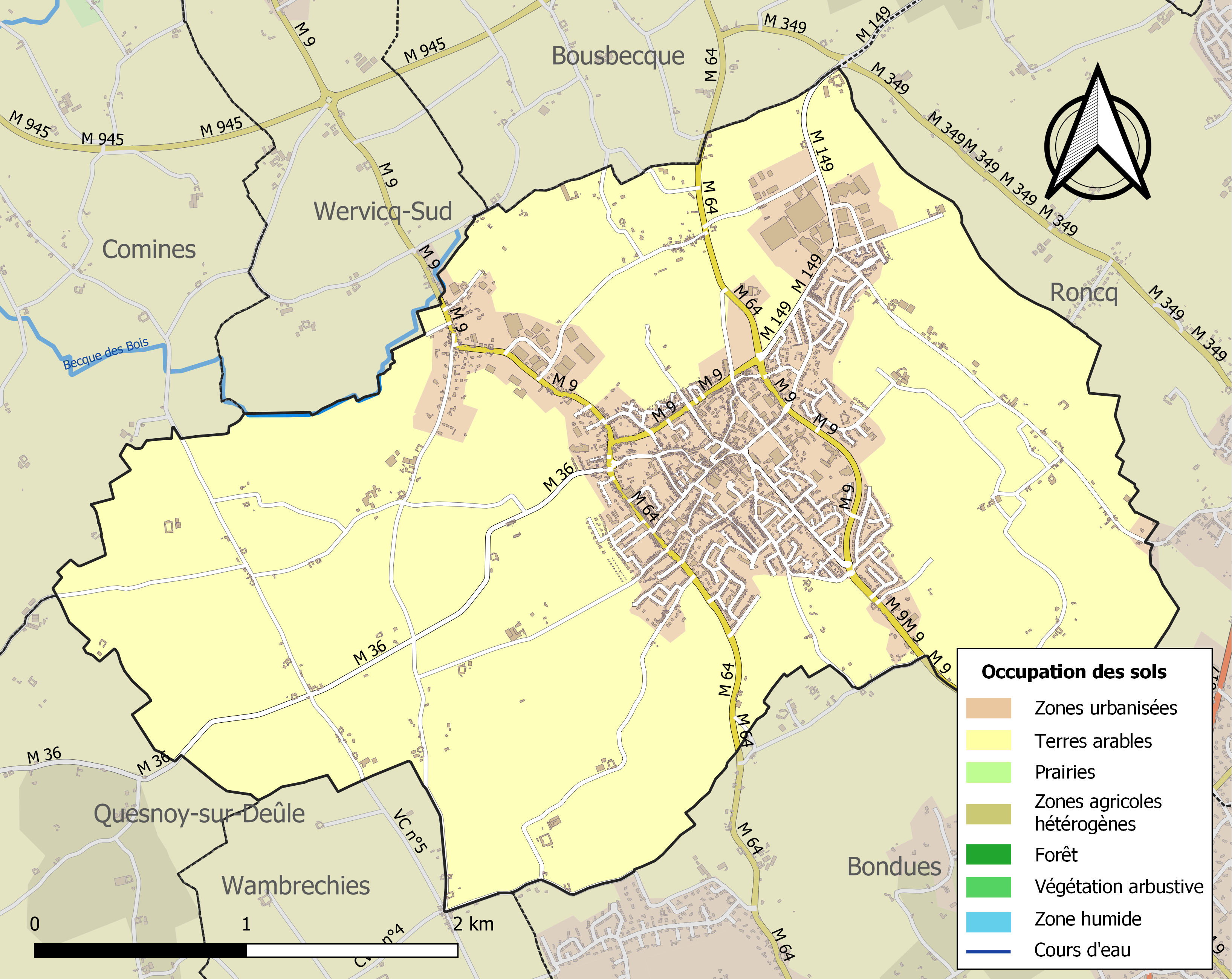
Kaart van de gemeente met belangrijkste infrastructuur, bodemgebruik en omliggende gemeenten

## Demografie
Onderstaande figuur toont het verloop van het inwonertal (bron: INSEE-tellingen).

## Geboren in Linselles
- Jean-Pierre Staelens (1945-1999), basketballer
- Patrick Gallois (1956), fluitist en dirigent

## Partnersteden
- Willich (Duitsland), sinds 1970
- Zogoré (Burkina Faso)